# Karel Kamínek
Karel Kamínek (3. listopadu 1868, Praha – 24. června 1915, Praha) byl český spisovatel, dramatik, divadelní kritik a překladatel z němčiny.

## Život
Narodil se v rodině úředníka, otec mu ale záhy zemřel (1871). Maturoval na gymnáziu v Truhlářské ulici v Praze v roce 1887. Poté vystudoval právnickou fakultu Univerzity Karlovy (1887–1893). Již během studií začal pracovat na pražském magistrátu. Jistou dobu byl partnerem spisovatelky Luisy Zikové, která zemřela rou 1896 na tuberkulózu. V roce 1902 se oženil. Byl členem literárního odboru Umělecké besedy.
Jeho přítelkyní byla předčasně zemřelá básnířka Luisa Ziková.
Zemřel roku 1915 na následky abscesu. Pohřben byl na Olšanských hřbitovech.

## Dílo
Po prvním románu v realistickém stylu se přiklonil k dekadenci a stal se jedním z epigonů Jiřího Karáska ze Lvovic. Spolu s Viktorem Dykem a Arnoštem Procházkou redigoval Almanach Moderní revue pro rok MCM.
Z dnešního pohledu je významná jeho činnost překladatelská a jeho divadelní kritiky a stati. Do své smrti (tzn. prvních 9 vyšlých sešitů) byl též redaktorem nedokončeného Ottova divadelního slovníku (součinnost: Karel Engelmüller, slovník vycházel v sešitech v letech 1914–1919 a skončil u písmene F).

## Spisy
- Hřích – román, Velké Meziříčí, Šašek a Frgal, 1894
- Dies irae, Praha, Moderní revue, 1896
- Hasnoucí světla – lyrická hra o jednom aktě, Praha, Moderní revue, 1898
- Dissonance, Praha, Hugo Kosterka, 1899
- Bouře 1909, divadelní hra
- Marie Laudová: kronika její umělecké činnosti, Praha, Mladá generace Ústředního spolku českých žen, Alois Srdce (distributor), 1914

### Překlady
- Christian Friedrich Hebbel: Judita, tragédie v pěti dějstvích, Praha, Jan Otto, 19??
- Stanisław Przybyszewski: Cestou – román, Praha, Vzdělavací bibliotéka, 1898; další vydání Kamilla Neumannová roku 1913, svazek 102 v edici Knihy dobrých autorů
- Gottfried Keller: Lidé Seldwylští – výbor povídek, Praha, Josef Pelcl, 1900